# Erica Terpstra
Pour les articles homonymes, voir Terpstra.
Erica Georgine Terpstra, née le 26 mai 1943 à La Haye, est une femme politique et une nageuse néerlandaise.

## Carrière
Nageuse de nage libre, elle remporte aux Championnats d'Europe 1962 à Leipzig la médaille d'or sur 4 × 100 m nage libre. Aux Jeux olympiques d'été de 1964 de Tokyo, elle est médaillée d'argent sur 4 × 100 m 4 nages et médaillée de bronze sur 4 × 100 m nage libre
Membre du Parti populaire libéral et démocrate, elle siège à la Chambre des représentants de 1977 à 1994 et de 1998 à 2003. Elle est aussi secrétaire d'État auprès de la ministre de la Santé, du Bien-être et des Sports du Cabinet Kok I de 1994 à 1998.
Elle est de 2003 à 2010 présidente du Comité olympique néerlandais.

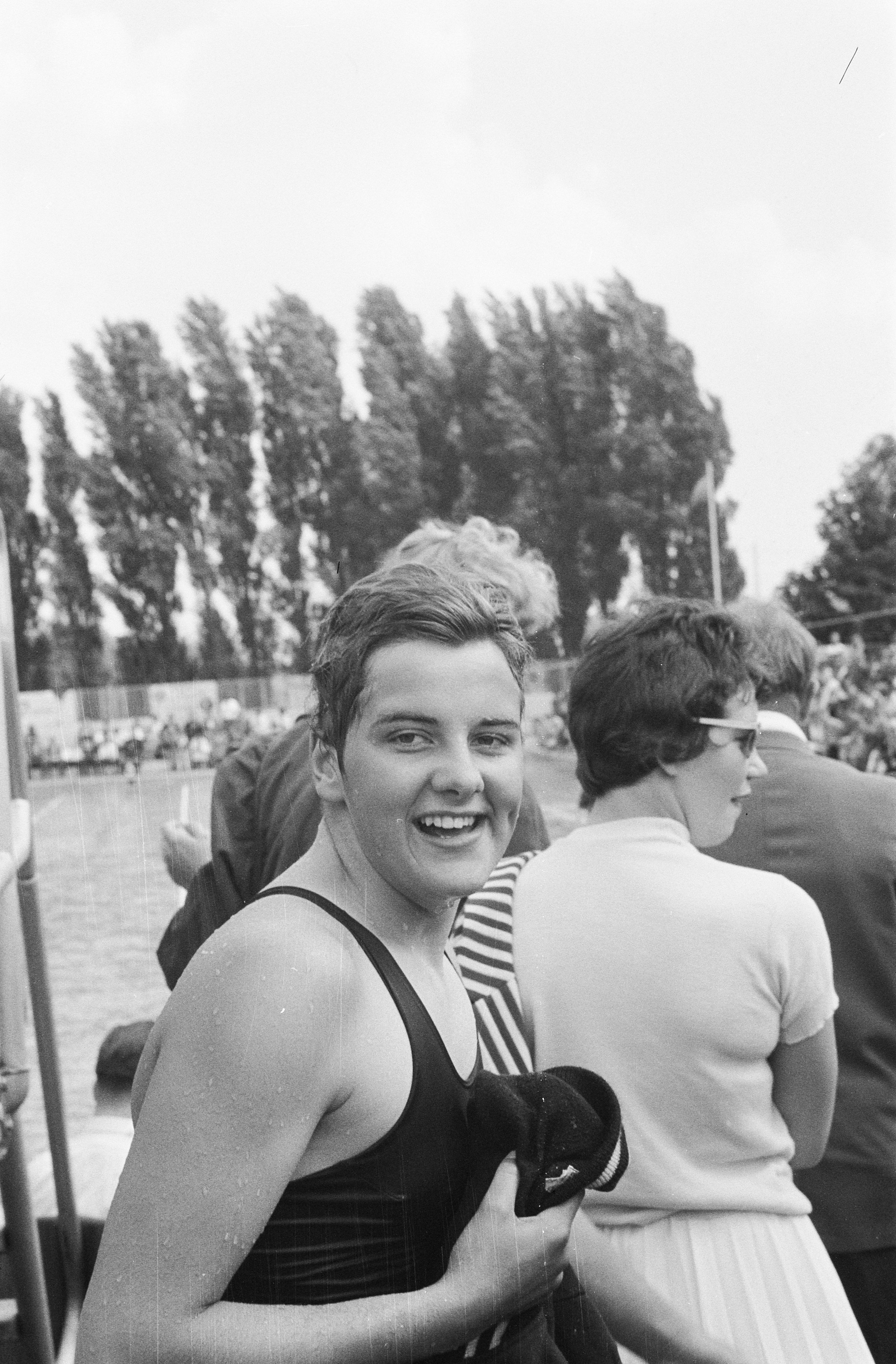
Erica Terpstra en 1960.